# Georgine Köhler
Georgine Köhler (* 22. August 1846 in Soßmar, Kreis Peine; † 8. Juli 1903 in Hannover) war eine deutsche Schriftstellerin.

## Leben
Georgine Köhlers Vater war zunächst Landwirt und später Kaufmann in Alfeld (Leine). Nach ihrer Schulzeit pflegte sie auf einem Rittergut in Westfalen zwanzig Jahre lang den unheilbar kranken Gutsherren und führte zudem dessen Haushalt. Nach dem Tod ihres Arbeitgebers zog sie zunächst nach Bad Oeynhausen, um sich dort selbst auszukurieren. Nach weiteren drei Jahren zog sie nach Hannover und begann im Alter von 45 Jahren ihre literarische Tätigkeit in Form von Erzählungen und Gedichten.

## Schriften
- Der letzte Blumenstrauß. 1892.
- Treu und frei. Erzählungen aus dem Volksleben Niedersachsens, Helmke, Hildesheim 1899.
- Ährenstrauß. 1900.
- Das Haus am Deich oder Heini und Louischen. Geschichten für die Jugend. 1901.